# ミルウォールFC
ミルウォールFC（Millwall Football Club ([ˈmɪlwɔːl] or local /–ˈ–/)）は、イングランド・グレーター・ロンドン・バーモンドジーを本拠地とするサッカークラブチームである。
1885年にミルウォール・ローヴァーズとしてクラブが創設され、彼らが最後に試合を行った地区の名前にちなんで、1910年にクラブ名をミルウォールに改めた。この時から1993年まで使用したスタジアムをザ・オールド・デンと呼び、現在使用しているスタジアムはザ・デンと呼ぶ。クラブの愛称は”ライオンズ”であり、前足を挙げた一頭の雄ライオンが立ち上がる図をクラブのクレストとして用いていることにちなんでいる。チームのモットーは、「俺たちはどこで戦おうとも敵を恐れない」という意味の「We Fear No Foe Where E'er We Go」。millは、風車の意味から転じて工場を指す。ミルウォールは伝統的に、青の服、白のパンツに青のソックスをユニフォームとして用いている。彼らの多くがスコットランドからの出稼ぎ人夫であったことが、白と青を基調としたユニフォームの由来である。
リーズ・ユナイテッドとライバル関係にあり、同じ地域に本拠地をもつクリスタル・パレスやチャールトン・アスレティックとの一戦は、ダービー・マッチとして盛り上がりを見せる。とりわけウェストハム・ユナイテッドとの関係は、1899年から今日まで続く根深い対立意識が存在し、サポーター同士の衝突により死傷者が発生するなど、重大な事件に発展したこともある。このような経緯もあり、マスコミは、ミルウォールのサポーターをフーリガンと関連させたり、彼らの悪い部分だけを切り取って報道した。これらの出来事から、ミルウォールのチャントに"No one likes us, we don't care"「みんな俺たちのことを嫌うが、俺たちは気にしない」というものが存在する。また、彼らのフーリガニズムを題材にしたフィクション映画も制作された。
1894年に設立されたサザンフットボールリーグの創設チームであり、1920年までの22シーズンの間に二度優勝した。1920-21シーズン以降からは、現在も加盟しているフットボール・リーグに参加して、八回の昇格と九回の降格を経験している。ミルウォールは、2部と3部リーグの間を行き来するクラブとして知られているが、1988年から1990年の間には1部リーグに在籍し、特に1988-89シーズンにはそこで10位の成績を残した。2004年は、FAカップで決勝に進出し、クラブ史上初の欧州の舞台となるUEFAカップの出場資格を得るなど飛躍の年となった。FAカップは1900、1903、1937、2013年に準決勝へ進出している。

## 概要

### 創設から本拠地の移転（1885-1919）

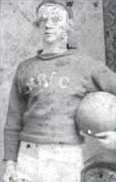
ミルウォール・ローヴァーズのユニフォーム

1885年に、海運業を営むJ.T モートンの下で働く労働者によってミルウォール・ローヴァーズ（Millwall Rovers）が、ロンドンのイーストエンドのドック島に設立された。1849年、食料を海上輸送するためにスコットランドのアバディーンに創設されたその会社は、イングランドで初めて海上輸送を専門とする企業であった。1872年に、ドック島のミルウォール・ドックと呼ばれる場所に食品加工工場を建設し、スコットランドのダンディーなど国境を越えて事業を拡大していった。
ミルウォール・ローヴァーズとしての初戦は、1885年10月3日、レイトンストーンを本拠地としていたファイルブルックとの一戦である。創設間もないチームはアウェーで5‐0と、惨憺たる門出となった。
1886年に、イーストエンドFAが創設された。同年、当時存在したシニア・カップにおいてミルウォール・ローヴァーズが決勝に進出し、レイトンクリケットグラウンドでロンドン・カレドニアルと対戦した。結果は2‐2の引き分けに終わり、トロフィーは、両チームが6ヶ月ずつ保有することになった。これは史上初めての試みである。その2年後にもミルウォールは、シニア・カップの王者となった。
1889年4月、ミルウォール・ローヴァーズは、新たな本拠地であるアスレティック・グラウンドにならって、彼らのクラブ名をミルウォール・アスレティックに変更した。1894年に設立されたサウザンリーグの創設チームの一つであり、1894-95、95-96シーズンに連覇を達成し、次のシーズンも上位に食い込んだ。この間クラブは、フットボールリーグへの加盟を誘われたが、遠征費の上昇やサザンリーグへの忠誠を理由に、これを断った。1901年、クラブの保有会社が、アスレティック・グラウンドの土地を木材置き場として使用するとの意向から、ノース・グリニッジと名付けられた新たな本拠地に移転を余儀なくされた。ミルウォール・アスレティックは、1900年と1903年にFAカップ準決勝に進出した。1908年と1909年に、ウェスタン・フットボールリーグ連覇を達成した。1910年10月10日、ミルウォール・アスレティックは、ロンドン・カレッジ・カップでウーリッチ・アーセナルと対戦した。イースト・ロンドンに本拠地を置くクラブとして最後となったこの試合は、3000人の観衆が集まり、1-0の勝利をおさめた。
1910年、サウス・ロンドンのニュー・クロスに、ザ・デンと命名された新たなスタジアムを建設した。イースト・ロンドンでの発足から25年の間に4つの異なる本拠地を持ったが、ドック島の限られた範囲では、クラブの成長に限界があった。ザ・デンの建設コストは、当時のレートで10000ポンドほどと推定される。10月22日、新たな本拠地で迎えた初戦は、サウザンリーグの前シーズン王者ブライトン・アンド・ホーブ・アルビオン戦である。結果は1‐0で敗北した。

### フットボールリーグへの参加（1920-1939）

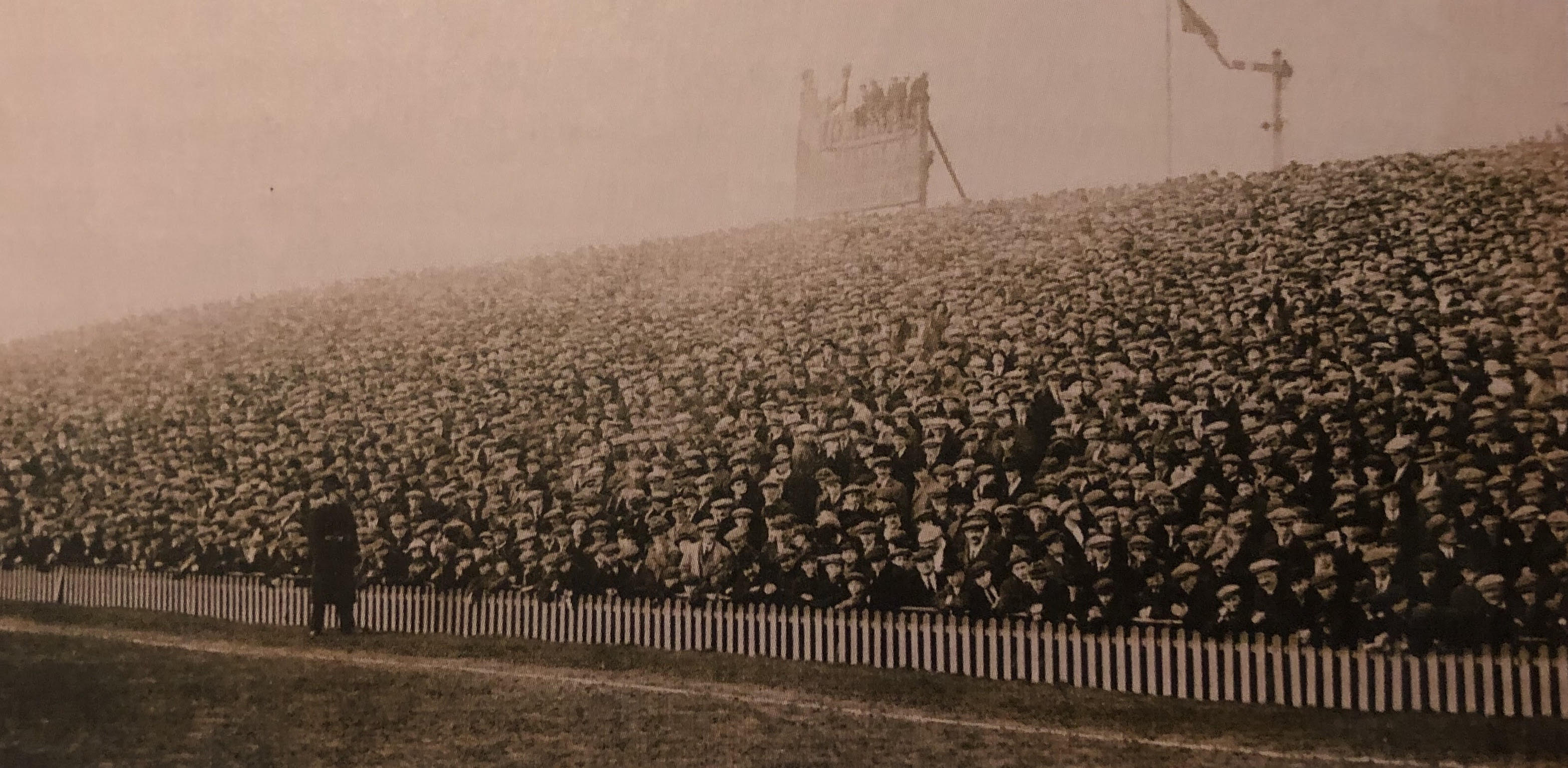
1922年に行われたFAカップの再試合で、サウス・ロンドン・ダービーを観戦するミルウォールのサポーターたち

ミルウォールを含んだ22のクラブが、新たなリーグカテゴリの創設に伴い、1920年にフットボールリーグに加盟するか打診を受けた。サザンリーグは、加盟していたほとんどすべてのチームがリーグから離脱することを決定したために、新たに創設されたフットボールリーグ・ディビジョン3に取って代わられた。ミルウォールもこの動きにならった。フットボール・リーグでの初戦は、1920年8月28日にザ・デンで行われたブリストル・ローヴァーズ戦である。この試合は、2‐0でミルウォールが勝利した。
1925-26シーズンは、通算11クリーンシートを記録した。これは、ヨークシティ、レディングと並び、リーグ史に残る記録となった。この当時、ミルウォールはカップ戦にめっぽう強いチームとして知られ、記憶に残る勝利を数多くおさめた。最も印象的な試合は、1926‐27シーズンのFAカップ第3回戦として開催された、ハダーズフィールド・タウン戦であろう。リーグ優勝を三度経験しフットボールリーグの頂点に君臨していたハダーズフィールドを、ミルウォールが3‐1で退けた。ちなみに、ハダーズ・フィールドはこのシーズンに4度目の優勝とはならず、2位でシーズンを終えた。
1927-28シーズンに、ディビジョン3・サウスの王者に輝いた。この1シーズンだけで、ミルウォールはホームゲームで87回ゴールを決めており、この記録は未だ破られていない。1933-34シーズンに、再びディビジョン3へ降格した。1930年代や40年代のサンダーランド戦やダービー・カウンティ戦では、スタジアムの収容人数である、48000を超える観客が観戦した。ミルウォールがクラブ史上三度目の準決勝に進出した1937年のFAカップでは、4回戦のダービー・カウンティ戦で48762人もの観客がスタジアムに足を運んだ。この数字は今もなお破られていない、クラブ・レコードである。1939年には、ミルウォールはディビジョン2に所属しているにもかかわらず、イングランドで11番目にファンの多いクラブとなった。イングランドでも有数の資金力を持つクラブに成長したミルウォールは、増加した収益を、ザ・デンの設備投資や、代表クラスの選手の獲得費用に充てた。1935年に獲得したレグ・JR・スミスは、1938年にイングランド代表として2試合に出場し2ゴールを決めている。ミルウォールは1部昇格に向けて確実に力をつけていたが、1939-40シーズンの最中に第二次世界大戦が勃発し、彼らの夢は一時にして打ち砕かれた。

### 戦争による混乱と降格（1940-1965）

1920年から2019までの、ミルウォールのフットボールリーグにおける成績。

1945年4月7日、ミルウォールは旧ウェンブリー・スタジアムで開催された、フットボールリーグ・ウォー・カップに参加した。決勝でチェルシーと対戦し、2‐0でチェルシーが勝利した。しかし、これは戦時中に行われたため、この試合での記録は公式のものとして認められていない。ヨーロッパでの戦争が終結するその最後の日に開催されたこの試合では、すべての観客がいがみ合うことなく平和的に観戦した。この試合の観客動員数はおよそ90000人とされており、その中には時の王ジョージ6世も含まれた。
多くの若者が戦争に駆り出され、多くの者がこの戦争で命を落とした。この現実は、かつてクラブが掲げた1部昇格という夢の実現を、より一層困難にした。特にミルウォールの状況は、他クラブと比べて断然に悪かった。かつてイングランド有数のサポーター数を誇ったライオンズに、その面影はなかった。1943年4月、不幸なことに、ザ・デンは戦火を免れたにもかかわらず、煙草の吸殻の不始末が原因で火災に見舞われ、試合の開催が不可能な状態となった。そのため、チャールトン・アスレティックやクリスタル・パレス、ウェストハム・ユナイテッドなどが援助を申し出て、一時的に彼らのスタジアムを使用することになった。1944年2月24日に、ミルウォールはザ・デンに帰還した。1年に満たずして帰還できたのは、事態を憂慮し力を尽くしたミルウォールのサポーターのおかげだった。
しかし、1950年代後半から60年代初頭はクラブの低迷期であった。戦争がチームに与えた影響は、もはやどうしようもないものであった。1948年にディビジョン3・サウスに降格すると、1950年にはそこで下から数えて2つのチームの1つになった。リーグ規定（当時のフットボールリーグには下位のアマチュアリーグとの間に昇格・降格という概念はなく、フットボールリーグ・ディビジョン3の下位2チームとアマチュアリーグの上位2チームが、AGMという委員会で査問にかけられて、翌シーズンに所属するリーグを決定していた。アマチュアリーグを構成するチームにとって、AGMを通過することは、フットボールリーグに参加するための唯一の手段であった。この方式は1986年まで採用された。）により審議が行われたが、ミルウォールは過去の戦績などを鑑みられ、翌シーズンもフットボール・リーグで戦うことを許された。二度とこの過ちを繰り返さないと固く決意をしたクラブは、積極的に戦力を獲得し、1952-53シーズンに同リーグで昇格争いを演じるまでに至った。この低迷のさなかでも、ミルウォールの平均観客動員数は20000人を超えた。1956‐57シーズンは、低迷期において唯一の輝かしい戦績を残したシーズンである。ミルウォールは、45646人のサポーターが観戦したFAカップの4回戦でニューカッスル・ユナイテッドを2‐1で下したが、当時はディビジョン3で最下位争いの真っ最中だった。
1958年に実施されたフットボールリーグ全体の再構築は、クラブの低迷期に拍車をかけるような結果をもたらした。これまでのフットボールリーグ・ディビジョン3は、さらに2つのリーグに分かれており、構成するチームの本拠地の地理的な位置によってノースかサウスのどちらに属するかを決定していた。このような地域性を排除された新たなディビジョン3は、48チームで構成されていた旧ディビジョン3を解体して、ノースとサウスの各上位12チームにより構成された。残ったチームでディビジョン4が創設されたため、当該チームやそのサポーターとしては受け入れがたいものであった。ミルウォールは、ディビジョン3から押し出されるような形でクラブ史上初めて4部リーグを戦うことになり、以後4シーズンをディビジョン4で過ごした。1962年に、ピーター・バリッジやデイブ・ジョーンズらの活躍により、ディビジョン4で優勝した。1964/65シーズンに再びディビジョン4へ降格したが、翌シーズンの昇格に成功した。この年を最後に現在に至るまで、ミルウォールは4部リーグでプレーしていない。

### 無敗記録の樹立と71年の成功（1966-1987）
1964年8月22日から67年1月14日まで、ミルウォールは、ホームゲームの59試合で43勝16分の無敗記録を樹立した。その間、55の異なるチームと対戦し、112得点33失点、35回のクリンシートを達成した。これは、当時監督であったビリー・グレイと、彼の後任であるベニー・フェントンの手腕に寄るところが大きかった。この功績をたたえて、FAから当時のミルウォールに所属する全選手に、金のライターが贈呈された。この記録は、のちに1978年から1981年までの63のホームゲームで無敗記録を樹立する、リヴァプールによって破られた。
1970年代初頭は多くのスター選手を擁し、「71年の成功」として一部のファンの間で語り継がれている。守護神ブライアン・キングをはじめ、守備の要にハリー・クリップス、攻撃的ミッドフィルダーとしてデリク・ポゼィー、クラブで代表戦最多出場記録を持つイーモン・ダンフィー、クラブ最多出場記録を持つバリー・キッチャーらが所属していたが、ディビジョン1昇格を勝ち点差1で逃した。しかし、1971/72シーズンはホームゲーム無敗で終わった。これによりミルウォールは4つの異なるリーグ（1927/28シーズンのディビジョン3サウス、1964/65シーズンのディビジョン4、1965/66シーズンのディビジョン3、1971/72シーズンのディビジョン2）でホームゲーム無敗記録を樹立した。1974年、史上初めて日曜日に試合が開催され（今までは水曜日か土曜日に開催されていた）、ミルウォールはフラムと対戦した。同年、リーグカップで準々決勝に進出した。1977年にも同カップで準々決勝へ駒を進めた。
1983年にジョージ・グラハムが39歳の若さで監督に就任すると、1982‐83シーズンのフットボールリーグ・グループカップ決勝で、リンカーン・シティを3‐2で下しタイトルを獲得した。1984‐85シーズンは、FAカップで準々決勝に進出し、リーグ戦ではホームゲームを無敗（18勝5分）で終えてディビジョン2へ昇格するなど、グラハム指揮下で最も成功したシーズンとなった。この年のFAカップでは、当時ディビジョン1に所属したルートン・タウンとのアウェーゲームで1‐0の敗北を喫した際、一部サポーターが暴徒化し、31人の警察官を含む81人の人々が重軽傷を負った。

### 悲願の1部昇格、新スタジアム建設と新たな経営体制（1988-2000）

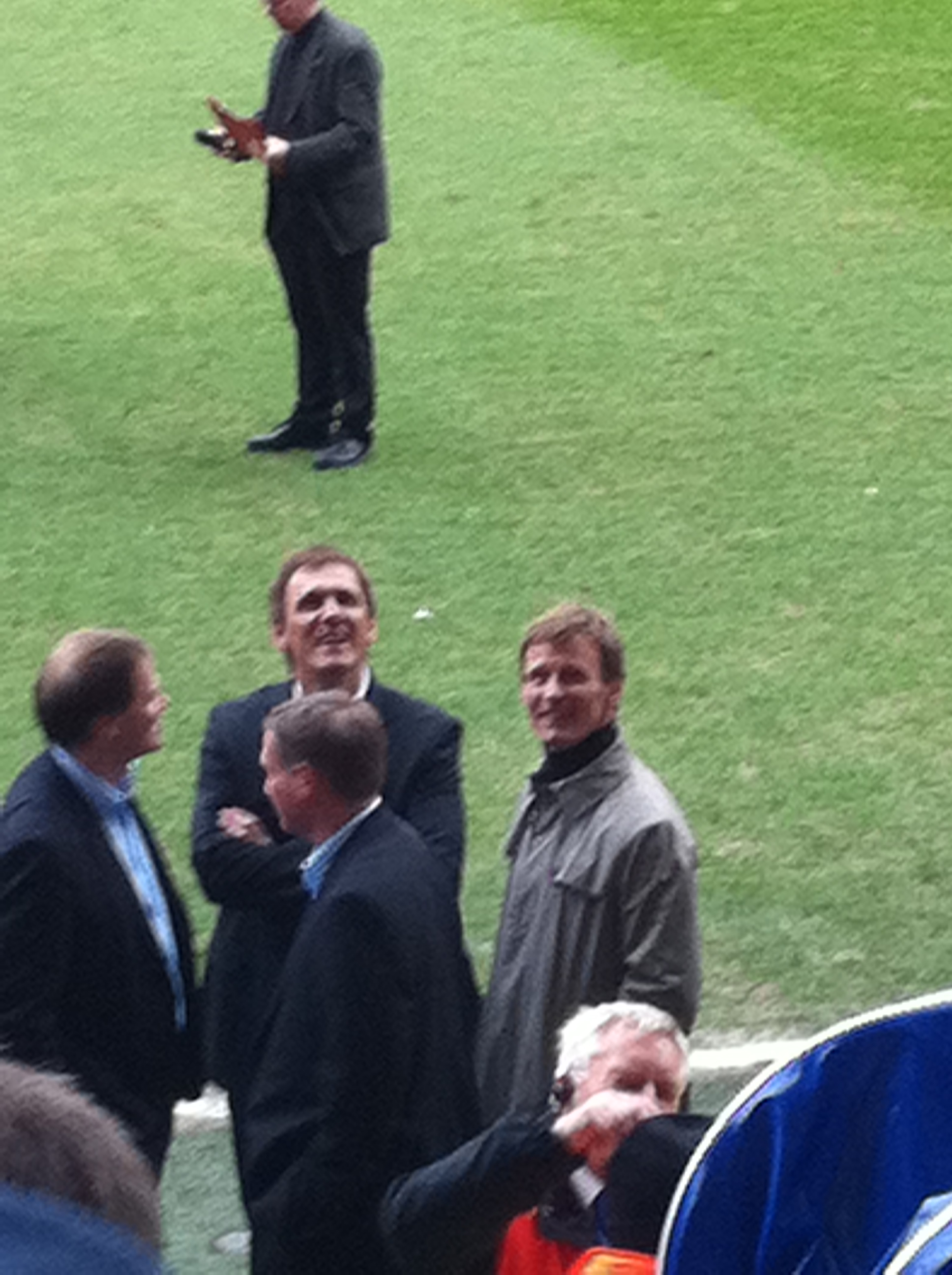
トニー・カスカリーノとテディ・シェリンガム

1986年、グラハムがアーセナルの監督に抜擢されたことに伴い、後任にスコットランド、グラスゴー出身のジョン・ドハーティが選出された。彼の就任から2シーズン目の1987-88シーズンに、2部リーグで優勝し、クラブ史上初の1部昇格を成し遂げた。それまでミルウォールはロンドンに本拠地を置くクラブの中で唯一、創立後100年間において1部でのプレー経験がないチームであった。昇格後もチームの勢いが衰えることはなかった。開幕後6試合は無敗（4勝2分）で、その年のクリスマスまでトップ5に食らいつく大健闘を見せた。この活躍は、トニー・カスカリーノとテディ・シェリンガムが、共にプレーした3シーズンで99ゴールをたたき出していたことに大きくよった。結局このシーズンは10位で終えたものの、クラブ史に残る大躍進であった。続く1989/90シーズンは、初戦のコベントリー・シティ戦こそ4－1で勝ったもののその後はわずか2勝を挙げるにとどまり、20位でシーズンを終えてディビジョン2へ降格が決定した。
チームの降格が決まる前にドハーティが解任され、後任に前ミドルスブラの監督であるブルース・リオクが就任した。のちにイングランド代表に召集され1990-91シーズンのリーグ得点王に輝くテディ・シェリンガムは、ディビジョン2プレイオフ決勝でチームがブライトンに6‐2で敗北し昇格の道が断たれたことで、ノッティンガム・フォレストに200万ポンドで売却された。1992年にリオクもクラブを去り、昨シーズンまで選手として活動してきたミック・マッカーシーが監督に就任した。この年はプレミアリーグの創設に伴って、フットボールリーグ全体に変革が起きた年として知られている。新たに創設されたフットボールリーグ・ワンにて、1993/94シーズンにマッカーシーはチームを3位に導く。同じく1993年にスタジアムを現在のニュー・デン・スタジアムに移転（現在は、93年まで使用していたスタジアムをザ・オールド・デン、ニュー・デン・スタジアムをザ・デンと呼んでいる）。新スタジアムの鏡開きは、当時、イギリス労働党の党首であったジョン・スミスによって、1993年8月4日にとり行われた。このスタジアムはイングランドで初めて立見席を廃止したスタジアムである。これは、ヒルズボロの悲劇の反省を踏まえたものである。1994/95シーズンのFAカップ3回戦再試合で、ミルウォールはアーセナルを、彼らの本拠地ハイバリーにて2‐0で下す。1995年には、リーグカップでも準々決勝に進出した。観客同士の衝突の最中に行われたプレイオフ準決勝では、ダービー・カウンティと対戦した。2試合合計5‐1でミルウォールは昇格を逃した。当時リーグ首位を走っていたサンダーランドに6‐0で敗れたのち、1996年2月5日に、マッカーシーはアイルランド代表監督に就任した。彼の後任には当時レイス・ロヴァーズの指揮を執っていたジミー・ニコルが抜擢されたが、チーム状況は上向かず22位でシーズンを終え降格が決まった。度重なる降格はクラブの財政状況を悪化させ、1997年に破産申請をおこなった。ニコルは監督職を解かれ、クラブ安定化のためドハーティを監督へ再任させた。
ミルウォールは新たな経営体制のもと再スタートを切った。クラブの会長にはギリシャ、キプロス出身のセオ・パフィティスが就任し、監督職には前ウェストハムの監督であるビリー・ボンドが就任した。新体制の下で迎えた1997-98シーズンも状況は上向かず、ディビジョン2の降格圏をさまよった。ボンドはわずか1年で解任され、後任に前年まで選手として活躍していたケニス・スティーブンスが就任。彼の右腕は同じく元選手のアラン・マクリアリーが務めた。マクリアリーはのちにスティーブンスと共同で監督を務めた。彼らの下で、ミルウォールは初めてウェンブリー・スタジアムでの公式戦に出場した。
1999年に開催されたフットボールリーグ・トロフィーでは、準決勝のジリンガム戦において、後半アディショナルタイムにミルウォールがネットを揺らし勝利する。決勝はウィガン・アスレティックとの対戦であったが、およそ49000人のミルウォールサポータの前で、ライオンズは1‐0の敗北を喫した。1999-2000シーズンのリーグ2プレイオフの準決勝において、またしてもウィガンと対峙したミルウォールは、アグリゲートスコア1-0で試合を終え、大舞台で二度目の敗北となった。

### 昇格、FAカップ決勝、そしてヨーロッパの舞台（2001-2004）
2000年9月、ミルウォールの新たな監督にマーク・マクギーが招聘される。5年前にスティーブンスとともに3部リーグで争っていたチームは8か月後、ディビジョン２の王者となった。この時に記録した勝ち点93ポイントは、クラブレコードになっている。2001-02シーズン、ディビジョン1での開幕戦は、ホームでノリッチシティを迎え撃った。ミルウォールは4-0で勝利し、のちのプレイオフ出場を運命づけたかのような試合となった。ディビジョン1プレイオフ出場権を得たミルウォールは、準決勝でバーミンガムと対戦するも2-1で敗北した。昇格を逃した翌シーズンは順位表の中位へと沈み、マクギーは2003-04シーズンの開幕直後に解任された。
2003年、イングランド代表歴を持つデニス・ワイズが、選手兼監督としてライオンズの一員となった。ワイズは、就任したシーズンにクラブ史上初となる、FAカップ決勝へ導いた。彼らがカーディフのミレニアムスタジアムの芝を踏んだ時、ミルウォールは、1982年から2回目のジャイアント・キリングを起こしたチームとなり、プレミアリーグの創設後初めて下位リーグから決勝に進出したチームとなった。しかしながら、ミルウォールは16名もの選手を出場停止や負傷により戦力として失っていた。2004年5月22日、FAカップ決勝の対戦相手はマンチェスター・ユナイテッドであった。結果は3-0でユナイテッドの勝利であった。ユナイテッドはすでにUEFAチャンピオンズリーグの出場権を獲得しており、ミルウォールがUEFAカップの出場権を得た。ちなみに、89分にワイズと交代でピッチに立ったカーティス・ウェストンは、ジェイムス・プリンセップの持つカップ戦決勝での最年少出場記録を125日塗り替える、17歳と119日で出場した。2004-05シーズンに、UEFAカップでハンガリーの王者 Ferencváros と対戦し、2試合計4-2でミルウォールは敗退した。

### FAカップのジャイアントキラー、5度のウェンブリーへ（2014-現在）

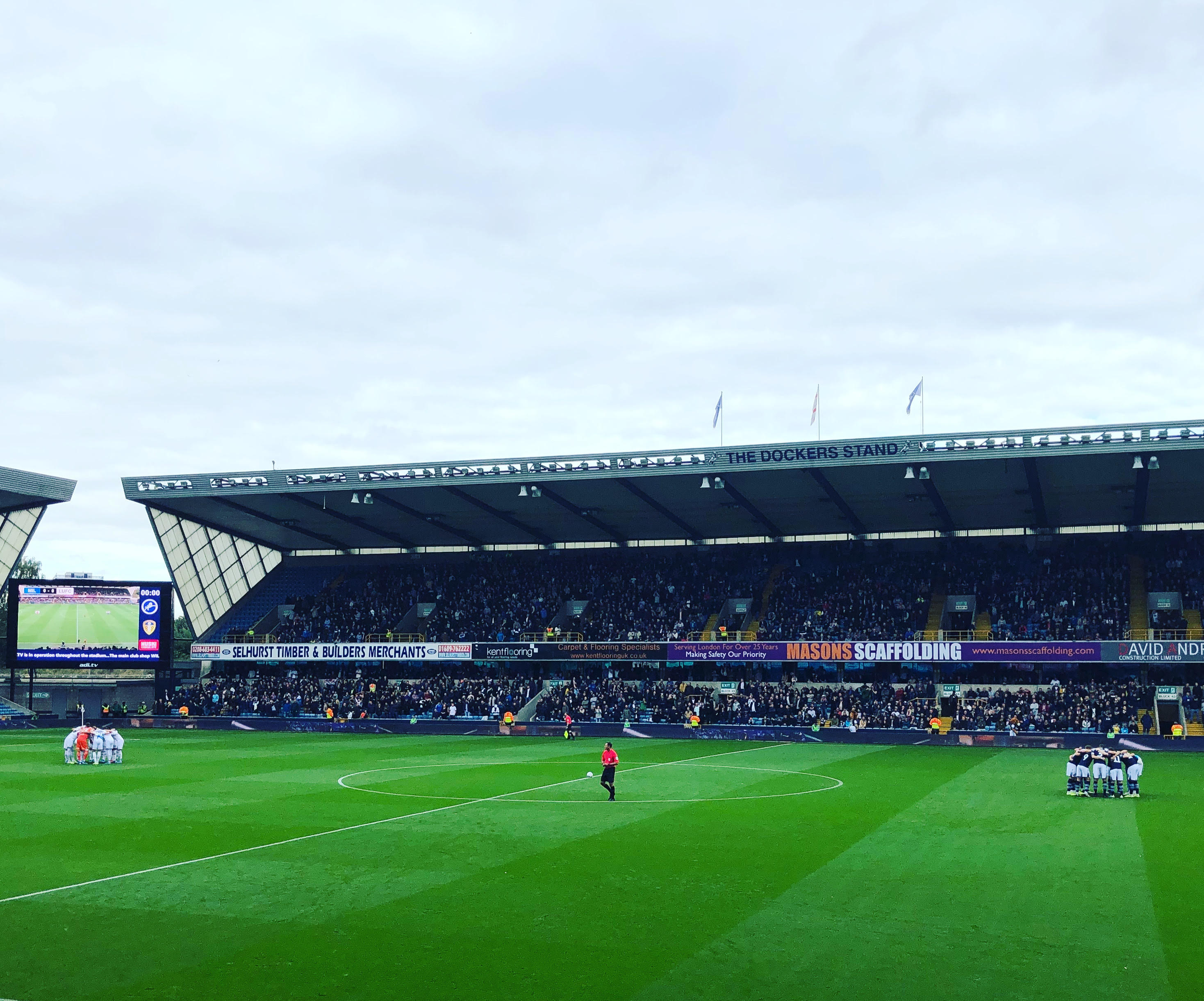
リーズ・ユナイテッドと対戦するミルウォール

2014年1月6日、チャンピオンシップで21位に沈んでいることをうけて、新たな監督としてイアン・ホロウェイを招聘した。彼はミルウォールをこのリーグに残留させることに重きを置き、実際にそれを成し遂げた。2013-14シーズンの最後の8試合を無敗で過ごし、降格圏と4ポイント差の19位で終えた。2015年3月10日、チームは再び不振に喘ぎホロウェイは解任された。後任には、シーズン限りの暫定として、ニール・ハリスが指名された。しかしながら、チームは立ち直ることができす、1試合を残して、4月28日にリーグ・ワンへの降格が決定した。ハリスは、この翌日までに、正式にミルウォールの監督に任命された。翌シーズン、ハリスはミルウォールをリーグ・ワンで4位に導き、ウェンブリーで行われたプレイオフの決勝に進出した。バーンズリーとの試合は3‐1で敗北した。
2016-17シーズンのFAカップでは、プレミアリーグの3チーム（3回戦から順に、AFCボーンマス、ワトフォード、レスター・シティ）を立て続けに退けて準々決勝に勝ち進んだ。2017年2月28日、ピーターバラ・ユナイテッドに1-0で勝利したミルウォールは、無敗記録を16に伸ばし、1925-26シーズン以来初めて9試合を無失点で終えた。プレイオフの準決勝でスカンソープ・ユナイテッドを3-2でくだしたことで、ミルウォールは2年連続で決勝に勝ち進んだ。85分にスティーブ・モリソンが決めた得点により、ブラッドフォード・シティに1-0で勝利したミルウォールは、翌シーズンの昇格を決めた。チャンピオンシップに復帰した2017-18シーズンは、17試合を無敗で過ごし、1971年に記録した15を抜いて2部リーグで記録した中で最も長いものとなった。この間、アウェーでの試合で6試合連続勝利を挙げて、2008-09シーズンに記録されたクラブ記録に並んだ。2018-19シーズンのFAカップで、ミルウォールは11度目の準々決勝に進出した。ブライトンと対戦し、PK戦の末敗退が決定した。この前のラウンドでエバートンを退けたことで、サウサンプトンが樹立した、FAカップにおいて2部リーグ以下に所属するクラブとして1部リーグに在籍する25チームに勝利した”ジャイアントキリング・レコード”に並んだ。2019年10月3日、このシーズンの最初の10試合で2勝しかあげれずチームが18位に沈んだことにより、ハリスは監督職から退いた。彼はミルウォールを二度のウェンブリー、一度の昇格、二度のFAカップ準決勝へと導いた。10月21日、ハリスの後任に、ギャリー・ロウェットが就任したことが発表された。。ロウェットが指揮した初戦で、以前に彼が指揮していたストーク・シティを、ミルウォールは2-0で打ち負かした。2019-20シーズンは8位で終え、プレイオフ圏にわずかに届かなかった。ロウェットの指揮の下で初めてフルシーズンを戦った2020-21シーズンは11位で終えた。続く2021-2022シーズンは、シーズン最終節まで昇格プレーオフの可能性を残していたが、結果的に9位で終えた。2022-23シーズンも、同様の結果となった。シーズン最終節において、ミルウォールは昇格プレーオフ進出のために勝利が必要であった。しかし、ブラックバーン相手に逆転されて4-3で敗北を喫し、最終的に8位でシーズンを終えた。
2023年7月4日、クラブは、オーナーであるジョン・ベリルソンが交通事故により70歳で逝去したことを発表した。ベリルソンは、米マサチューセッツ州のファルマスで自身のレンジローバーを運転中に制御を失い、路肩の樹木に衝突した。クラブは声明において、「ジョンの情熱的なリーダーシップと指導の下で、クラブは素晴らしい成功と安定を享受してきました。2006年にクラブの運営に携わり始めて以来、彼はクラブの歴史において最も輝かしい瞬間をいくつも見守ってきました。そして、このような経験を提供した彼の影響力は計り知れません。今後のあらゆるクラブの成功は、彼の記憶と名誉に捧げられるものとなるでしょう。それが彼の遺した遺産です。」とクラブの発展に寄与した功労者の死を偲んだ。ベリルソンの後任には、彼の息子であるジェームス・ベリルソンが招聘された。2023年10月18日、クラブは双方合意の下でロウェットとの契約を解除し、アシスタントを務めていたアダム・バーネットを暫定監督に任命した。2023年11月6日、イングランドU-20代表監督であったジョー・エドワーズを監督に招聘した。彼の初陣において、ミルウォールはシェフィールド・ウェンズデイと対戦し4-0で勝利した。これは、ミルウォールの、過去22年間におけるアウェイゲームにおいて最多得点を記録した試合となった。2024年2月21日、シェフィールド・ウェンズデイにホームで2-0で敗戦し、直近19試合で僅か4勝を挙げるに留まった後、エドワーズは解任された。彼の後任には、元選手にしてクラブの最多得点記録保持者であるニール・ハリスが任命された。これは、暫定監督の時期を含めると、ハリスにとって3度目の招聘となった。ハリスの指揮下で、ミルウォールは13試合で勝点26を奪取し13位でシーズンを終えた。シーズン最終節は、スウォンジー・シティーと対戦し、5連勝目となる1-0で締めくくった。
2024年6月15日、クラブの守護神を務めていたゴールキーパーのマティヤ・サーキッチが、モンテネグロ代表チームに帯同中に逝去した。
2024年12月10日、ミルウォールはチャンピオンシップで安定した戦績を残していたにもかかわらず、ハリスは14日のミドルスブラ戦の後に監督職を退くことを表明した。次期監督が決定するまでの3試合は、デイビッド・リビモアが代理で監督を務めた。2024年12月30日に、ハリスの後任にアレックス・ニールが就任した。ニールの初陣は、元ミルウォールの監督であるロウェット率いるオックスフォード・ユナイテッドとの対戦であった。結果は1-0で敗北した。

## サポーター
ミルウォールは、フットボールリーグに在籍してから93シーズンの間に、平均して12000人の観客をホームゲームで集客しているが、この間のほとんどをチームは2部や3部リーグで戦っている。ロンドンのイースト・エンドにルーツを持ちながら、1910年にテムズ川を渡ってロンドンの南西部に根付いたことで、サポーターを大きく増やした。現在本拠地を構える周辺は、ロンドンでも治安の悪い地域のひとつで、辺りには労働者向けに建築された古めかしいアパートや住宅が建ち並んでいる。そうした建物に囲まれるように旧ホームスタジアム「ザ・オールド・デン」が存在した。これは、サポーターの粗暴から過去に数回FAにより使用停止にされているスタジアムで、フーリガンとミルウォールの象徴であった。
ミルウォールのサポーターによる、相手サポーターはもちろん選手・審判への攻撃は日常茶飯事で、相手選手が襲撃を恐れてコーナーキックを拒否することもあった。1981/82シーズンに3つに分かれていたフーリガン勢力が合併し、ブッシュホワッカーズという一大勢力を形勢した。熱狂的で過激なサポーターは80年代のフーリガニズムの代名詞になった。FAにより五度のスタジアム使用停止処分を受け、サポーターの起こした騒動によりクラブは多額の罰金を負った。その際たる例が、1985年3月のFA杯準々決勝ルートン・タウンFCとのアウェーゲームである。ミルウォールのフーリガンは、ピッチに乱入し相手選手や審判を一斉に攻撃した。スタンドの椅子ははぎ取られて、ルートンのファンが逃げ惑う中へと投げ込まれた。角材からナイフまで多くの武器を手にした暴徒は、200人以上の警官隊と衝突した。47人が重軽傷を負い、31人が逮捕されるという事件になった。FAカップ準決勝とあって、この試合はTV中継されていたため、英国全土にミルウォール・フーリガンの姿が映し出された。この事態は、当時のマーガレット・サッチャー首相が緊急声明を発するまでにいたった。
こうした事件から、警察が介入してサポーター組織を捜査・解体に踏み切るが、事態は根絶されず暴動は続いた。特にウェストハムとは、ミルウォールサポーターが地下鉄駅でウェストハムサポーターに射殺されたことの報復として、ミルウォール側がウェストハム側のパプを破壊したことに端を発し、現在でも抗争が続いている。
1993年に現在の「ニュー・デン・スタジアム」へ移転。過去の教訓を活かしスタジアム内には数多の安全対策を施している。現在では安全技術・警備技術の向上、当局の関与などで過去ほど大きな暴動は起きてはいないが、サポーターはその他チームのファンや、一般人からの凶暴なミルウォールへの侮蔑や白眼視などを織り込んだ自虐的な応援歌をロッド・スチュワートの曲"Sailing"に乗せて空に響かせている。
時は前後するが、1977年に、一連の騒動によるミルウォール＝フーリガニズムというイメージを払拭しようと、クラブによってBBCのドキュメンタリー番組の制作スタッフが招かれたこともある。しかし、BBC自身は、いかにフーリガンがミルウォールに深く根付いているかを映し、彼らを極右政党であるイギリス国民戦線の活動と関連付けようとした。結果的に、クラブの意図に反して、このドキュメンタリー番組はミルウォールのクラブイメージを大きく損なわせた。以前にクラブのチェアマンを務めていたレグ・ブールは、「ミルウォールは世論の関心を集めるに都合がいい」と皮肉を言い放ったこともある。彼が不満に感じていた理由は、ある殺人事件に関するメディアの報道からもうかがえる。すなわち、「元ミルウォールの選手　ギャビン・グラント　殺人の容疑」とBBCが報じた事件であるが、彼がミルウォールの選手として出場した試合は僅か4試合（一つのクラブで彼が記録した試合数としては最少）であり、事件当時は別のチームに所属していた。
ミルウォールとフーリガニズムを結び付けるような事件は、およそ100年前からあった。1906年9月17日にアップトン・パークで開催されたウェストハムとの試合の様子を、地元の新聞は、「キックオフの直後から問題は発生していたようだが、ミルウォールに所属する二名の選手が退場するころには手が負えなくなった。ピッチ上で発生した事態の過熱感はスタンドにいる観戦者の間にまで広がり、ピッチに乱入するものが現れて、たくさんの取っ組み合いが観戦できた」と報じた。二者は、同じ地域に住まい働くドック労働者であり、多くは敵対する勢力のために活動し、同じ仕事を取り合う関係であった。1920年代に、ミルウォールのサポーターが投げ込んだものが対戦相手のゴールキーパーに命中したことで小競り合いが発生し、ゴールキーパーが意識を失うという事件に発生したために、ミルウォールのホームグラウンドは2週間閉鎖された。1934年には、ブラッドフォード・パーク・アベニューとの一戦で騒動を起こして、再び2週間のスタジアム使用禁止処分を言い渡された。1947年にサポーターがピッチに入り乱れたために再び同様の処分が下され、1950年にはピッチの外で主審と線審に攻撃を加えたために罰金を言い渡された。
1960年代に入ると、イングランドのフーリガニズムはより大々的に報じられるようになった。1965年11月6日にグリフィン・パークで開催されたブレントフォードとの一戦では、試合中にミルウォールのサポーター席から手榴弾が投げ込まれた。ブレントフォードのゴールキーパーであったチャールス・ブロディは、これを拾い上げて一瞥したのち、自身の守るゴールネットに投げ込んだ。この手榴弾は、後に警察によって回収され、無害の模造品であることが確認された。この試合の間に、グラウンドの内外で小競り合いが発生し、あるミルウォールのサポーターはあごの骨を折る大けがを負った。大衆紙ザ・サンは、この一件を手榴弾と関連づけて、「サッカーの試合が戦争に！」と見出しを付けて報道した。1966年3月11日にロフタス・ロードで執り行われたQPRとの一戦では、6-1でミルウォールが敗北した。両チームがディビジョン2で優勝争いを演じており、昇格を後押しするという意味で重要な試合であった。この試合の後半に、テラス席から投げ込まれたコインがミルウォールの選手に命中し流血する事件が起きたため、QPRはこれ以上の騒動は試合を中断するとの警告を行った。試合が中断すれば敗北を無効にできると考えたミルウォールの一部サポーターはピッチに乱入したが、試合は無効にならなかった。

## 名称変更
- 1885-1893 ミルウォール・ローヴァーズFC
- 1893-1910 ミルウォール・アスレティックFC
- 1910-現在 ミルウォールFC

## タイトル

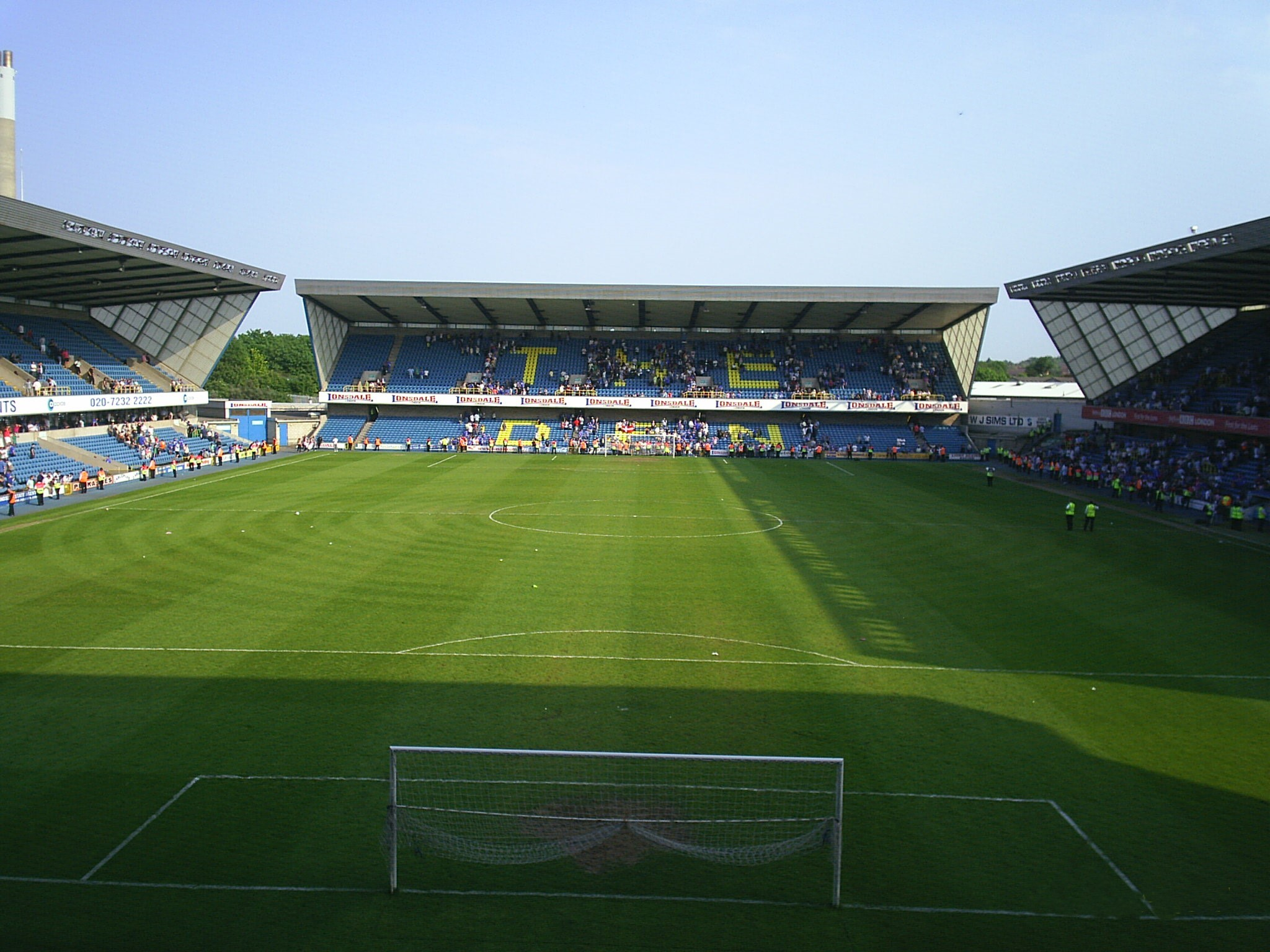
ニュー・デン・スタジアム

### 国内タイトル
- フットボールリーグ・セカンドディヴィジョン: 1回

1987-88
- フットボールリーグ・サードディヴィジョン: 2回

1968-68, 2000-01
- フットボールリーグ・サードディヴィジョン・サウス: 2回

1927-28, 1937-38
- フットボールリーグ・フォースディヴィジョン: 1回

1961-62
- フットボールリーグ・トロフィー: 1回

1982-83
- FAユースカップ: 2回

1979-80, 1991-92
- サウザンリーグ: 2回

1895-96, 1896-97
- ウエスタンリーグ: 2回

1908-09, 1909-10
- ユナイテッドリーグ: 2回

1897-98, 1899-1900
- ロンドンリーグ: 1回

1904-05
- イーストロンドン・シニアカップ: 3回

1887-88, 1888-89, 1889-90

### 国際タイトル
なし

## 過去の成績
| シーズン | リーグ                 | リーグ | リーグ | リーグ | リーグ | リーグ | リーグ | リーグ | リーグ | FAカップ     | リーグ杯     | 欧州カップ / その他          | 欧州カップ / その他 | 最多得点者                                 | 最多得点者 |
| シーズン | ディビジョン           | 試     | 勝     | 分     | 敗     | 得     | 失     | 点     | 順位   | FAカップ     | リーグ杯     | 欧州カップ / その他          | 欧州カップ / その他 | 選手                                       | 得点数     |
| -------- | ---------------------- | ------ | ------ | ------ | ------ | ------ | ------ | ------ | ------ | ------------ | ------------ | ---------------------------- | ------------------- | ------------------------------------------ | ---------- |
| 1996-97  | セカンドディビジョン   | 46     | 16     | 13     | 17     | 50     | 55     | 61     | 14位   | 1回戦敗退    | 1回戦敗退    | フットボールリーグトロフィー | 2回戦敗退           | スティービー・クローフォード               | 15         |
| 1997-98  | セカンドディビジョン   | 46     | 14     | 13     | 19     | 43     | 54     | 55     | 18位   | 2回戦敗退    | 1回戦敗退    | フットボールリーグトロフィー | 2回戦敗退           | グラハム・ショー                           | 13         |
| 1998-99  | セカンドディビジョン   | 46     | 17     | 11     | 18     | 52     | 59     | 62     | 10位   | 1回戦敗退    | 1回戦敗退    | フットボールリーグトロフィー | 準優勝              | ニール・ハリス                             | 18         |
| 1999-00  | セカンドディビジョン   | 46     | 23     | 13     | 10     | 76     | 50     | 83     | 5位    | 1回戦敗退    | 1回戦敗退    | フットボールリーグトロフィー | 1回戦敗退           | ニール・ハリス                             | 25         |
| 2000-01  | セカンドディビジョン   | 46     | 28     | 9      | 9      | 89     | 38     | 93     | 1位    | 2回戦敗退    | 2回戦敗退    | フットボールリーグトロフィー | 2回戦敗退           | ニール・ハリス                             | 28         |
| 2001-02  | ファーストディビジョン | 46     | 22     | 11     | 13     | 69     | 48     | 77     | 4位    | 2回戦敗退    | 4回戦敗退    | -                            | -                   | スティーブ・クラリッジ                     | 18         |
| 2002-03  | ファーストディビジョン | 46     | 19     | 9      | 18     | 59     | 69     | 66     | 9位    | 1回戦敗退    | 4回戦敗退    | -                            | -                   | スティーブ・クラリッジニール・ハリス       | 12         |
| 2003-04  | ファーストディビジョン | 46     | 18     | 15     | 13     | 55     | 48     | 69     | 10位   | 準優勝       | 1回戦敗退    | -                            | -                   | ティム・ケーヒル                           | 12         |
| 2004-05  | チャンピオンシップ     | 46     | 18     | 12     | 16     | 51     | 45     | 66     | 10位   | 3回戦敗退    | 3回戦敗退    | UEFAカップ 2004-05           | 1回戦敗退           | バリー・ヘイルズ                           | 12         |
| 2005-06  | チャンピオンシップ     | 46     | 8      | 16     | 22     | 35     | 62     | 40     | 23位   | 2回戦敗退    | 3回戦敗退    | -                            | -                   | ベン・メイ                                 | 11         |
| 2006-07  | リーグ1                | 46     | 19     | 9      | 18     | 59     | 62     | 66     | 10位   | 2回戦敗退    | 3回戦敗退    | フットボールリーグトロフィー | 準々決勝敗退        | ダレン・バイフィールド                     | 16         |
| 2007-08  | リーグ1                | 46     | 14     | 10     | 22     | 45     | 61     | 52     | 17位   | 1回戦敗退    | 4回戦敗退    | フットボールリーグトロフィー | 1回戦敗退           | ゲイリー・アレクサンダージェイ・シンプソン | 8          |
| 2008-09  | リーグ1                | 46     | 25     | 7      | 14     | 63     | 53     | 82     | 5位    | 1回戦敗退    | 4回戦敗退    | フットボールリーグトロフィー | 1回戦敗退           | ゲイリー・アレクサンダー                   | 15         |
| 2009-10  | リーグ1                | 46     | 24     | 13     | 9      | 76     | 44     | 85     | 3位    | 2回戦敗退    | 3回戦敗退    | フットボールリーグトロフィー | 1回戦敗退           | スティーヴ・モリソン                       | 23         |
| 2010-11  | チャンピオンシップ     | 46     | 18     | 13     | 15     | 62     | 46     | 67     | 9位    | 3回戦敗退    | 3回戦敗退    | -                            | -                   | スティーヴ・モリソン                       | 17         |
| 2011-12  | チャンピオンシップ     | 46     | 15     | 12     | 19     | 55     | 57     | 57     | 16位   | 3回戦敗退    | 5回戦敗退    | -                            | -                   | ダリウス・ヘンダーソン                     | 19         |
| 2012-13  | チャンピオンシップ     | 46     | 15     | 11     | 20     | 51     | 62     | 56     | 20位   | 1回戦敗退    | 準決勝敗退   | -                            | -                   | クリス・ウッド                             | 11         |
| 2013-14  | チャンピオンシップ     | 46     | 11     | 15     | 20     | 46     | 74     | 48     | 19位   | 2回戦敗退    | 3回戦敗退    | -                            | -                   | マーティン・ウールフォード                 | 9          |
| 2014-15  | チャンピオンシップ     | 46     | 9      | 14     | 23     | 42     | 76     | 41     | 22位   | 2回戦敗退    | 3回戦敗退    | -                            | -                   | リー・グレゴリー                           | 9          |
| 2015-16  | リーグ1                | 46     | 24     | 9      | 13     | 73     | 49     | 81     | 4位    | 1回戦敗退    | 3回戦敗退    | フットボールリーグトロフィー | 準優勝（南）        | リー・グレゴリー                           | 27         |
| 2016-17  | リーグ1                | 46     | 20     | 13     | 13     | 66     | 57     | 73     | 6位    | 2回戦敗退    | 準々決勝敗退 | EFLリーグトロフィー          | 2回戦敗退           | スティーヴ・モリソン                       | 19         |
| 2017-18  | チャンピオンシップ     | 46     | 19     | 15     | 12     | 56     | 45     | 72     | 8位    | 4回戦敗退    | 2回戦敗退    | -                            | -                   | リー・グレゴリージョージ・サヴィル         | 10         |
| 2018-19  | チャンピオンシップ     | 46     | 10     | 14     | 22     | 48     | 64     | 44     | 21位   | 準々決勝敗退 | 3回戦敗退    | -                            | -                   | リー・グレゴリー                           | 10         |
| 2019-20  | チャンピオンシップ     | 46     | 17     | 17     | 12     | 57     | 51     | 68     | 8位    | 4回戦敗退    | 2回戦敗退    | -                            | -                   | マット・スミス                             | 13         |
| 2020-21  | チャンピオンシップ     | 46     | 15     | 17     | 14     | 47     | 52     | 62     | 11位   | 3回戦敗退    | 1回戦敗退    | -                            | -                   | ジェド・ウォレス                           | 11         |
| 2021-22  | チャンピオンシップ     | 46     | 18     | 15     | 13     | 53     | 45     | 69     | 10位   | 3回戦敗退    | 3回戦敗退    | -                            | -                   | ベニク・アフォベ                           | 13         |
| 2022-23  | チャンピオンシップ     | 46     | 19     | 11     | 16     | 57     | 50     | 68     | 8位    | 3回戦敗退    | 1回戦敗退    | -                            | -                   | トム・ブラッドショー                       | 16         |
| 2023-24  | チャンピオンシップ     | 46     | 16     | 11     | 19     | 45     | 55     | 59     | 13位   | 3回戦敗退    | 1回戦敗退    | -                            | -                   | ジアン・フレミング                         | 7          |
| 2024-25  | チャンピオンシップ     | 46     |        |        |        |        |        |        |        |              |              |                              |                     |                                            |            |

## 欧州の成績
| シーズン | 大会       | ラウンド | 対戦相手               | ホーム | アウェー | 合計 |  |
| -------- | ---------- | -------- | ---------------------- | ------ | -------- | ---- |  |
| 2004-05  | UEFAカップ | 1回戦    | フェレンツヴァーロシュ | 1-1    | 1-3      | 2-4  |  |

## 現所属メンバー
2024年8月30日現在

### フォーメーション
2023-24シーズン　最新節(第14節)フォーメーション(4-4-2)
注：選手の国籍表記はFIFAの定めた代表資格ルールに基づく。
| No. | Pos. |                | 選手名                      |
| --- | ---- | -------------- | --------------------------- |
| 2   | DF   | イングランド   | ダニー・マクナマラ ()       |
| 3   | DF   | スコットランド | マレー・ウォレス            |
| 4   | DF   | イングランド   | ショーン・ハッチンソン      |
| 5   | DF   | イングランド   | ジェイク・クーパー          |
| 6   | DF   | イングランド   | ジャフェット・タンガンガ () |
| 7   | FW   | スコットランド | ケヴィン・ニスベット        |
| 8   | MF   | イングランド   | ビリー・ミッチェル          |
| 9   | FW   | ウェールズ     | トム・ブラッドショー ()     |
| 10  | MF   | オランダ       | ジアン・フレミング          |
| 12  | FW   | イングランド   | アダム・メイヤー            |
| 15  | DF   | イングランド   | ジョー・ブライアン          |
| 18  | MF   | イングランド   | ライアン・レオナード        |

| No. | Pos. |                | 選手名                     |
| --- | ---- | -------------- | -------------------------- |
| 19  | FW   | イングランド   | ダンカン・ワトモア         |
| 22  | FW   | アイルランド   | エイドモ・エマク ()        |
| 23  | MF   | 北アイルランド | ジョージ・サヴィル ()      |
| 24  | MF   | ベルギー       | カスペール・ドゥノール     |
| 25  | MF   | イングランド   | ロマン・エッセ ()          |
| 26  | FW   | セルビア       | ミハイロ・イヴァノヴィッチ |
| 27  | GK   | イングランド   | コンナル・トゥルーマン     |
| 39  | MF   | イングランド   | ジョージ・ハニーマン       |
| 45  | DF   | ジャマイカ     | ウェス・ハーディング ()    |
| --  | GK   | イングランド   | リアム・ロバーツ           |
| --  | FW   | イングランド   | マカーリー・ラングスタッフ |
| --  | GK   | デンマーク     | ルーカス・イェンセン ()    |

監督
- ニール・ハリス（英語版）

### ローン移籍選手
in
注：選手の国籍表記はFIFAの定めた代表資格ルールに基づく。
| No. | Pos. |  | 選手名 |
| --- | ---- |  | ------ |

out
注：選手の国籍表記はFIFAの定めた代表資格ルールに基づく。
| No. | Pos. |  | 選手名 |
| --- | ---- |  | ------ |

## 歴代監督
- ジョージ・グラハム 1982-1986
- ミック・マッカーシー 1992-1996
- ケニー・ジャケット 2007-2013
- スティーヴ・ローマス 2013
- イアン・ホロウェイ 2014-2015
- ニール・ハリス（英語版） 2015-2019
- アダム・バレット（英語版）(暫定) 2019
- ギャリー・ロウェット（英語版） 2019-2023
- アダム・バレット（英語版）(暫定) 2023
- ジョー・エドワーズ（英語版） 2023-2024
- ニール・ハリス（英語版） 2024-

## 歴代所属選手
- サム・アラダイス 1981-1983
- テディ・シェリンガム 1982-1991
- ジェリー・アームストロング 1987
- ミック・マッカーシー 1990, 1990-1992
- クリス・アームストロング 1991-1992
- マーク・ファルコ 1991-1992
- ケーシー・ケラー 1992-1996
- ベン・サッチャー 1992-1996
- パット・ヴァン・デン・ハウヴェ 1993-1995
- クライヴ・アレン 1994-1995
- ルーカス・ニール 1995-2001
- ポール・ハートリー 1996-1997
- ティム・ケーヒル 1997-2004, 2018
- スティーヴン・リード 1999-2003
- トニー・ワーナー 1999-2004
- デニス・ワイズ 2002-2005
- ケビン・マスカット 2003-2005
- グラハム・スタック 2004-2005
- ジョン・サットン 2004-2005
- フィリップ・アイフィル 2005, 2006
- ザク・ウィットブレッド 2005-2010
- ジェイミー・オハラ 2007
- ジョナサン・オビカ 2010
- アンドロス・タウンゼント 2011
- ライアン・メイソン 2011-2012
- ハリー・ケイン 2012
- アダム・スミス 2012-2013
- ライアン・フレデリックス 2014
- シュテファン・マイヤーホーファー 2014-2015
- カルム・ブッチャー 2016-2017
- ライアン・ウッズ 2020-2021